# Incodynerus romandinus
Incodynerus romandinus är en stekelart som först beskrevs av Henri Saussure 1852.  Incodynerus romandinus ingår i släktet Incodynerus och familjen Eumenidae. Utöver nominatformen finns också underarten I. r. urubambae.